# Ga Chit Lom BTS

Bảng hiệu ga Chit Lom

Ga Chit Lom (tiếng Thái: สถานีชิดลม, phát âm [sā.tʰǎː.nīː t͡ɕʰít lōm]) là một ga BTS skytrain, thuộc Tuyến Sukhumvit tại quận Pathum Wan, Băng Cốc, Thái Lan. Nhà ga nằm trên Đường Phloen Chit tại nút giao Chit Lom với đường Lang Suan và đường Chit Lom. Nó được liên kết bởi cầu bộ hành dẫn đến cửa hàng bách hóa Central Chidlom, và cầu bộ hành đến nút giao Ratchaprasong nơi có Central World, Gaysorn Plaza và Đền thờ Tượng Phật Bốn Mặt nằm gần đó là khu chợ quần áo Pratunam có thể đi bộ đến. Cầu bộ hành còn liên kết ga này với Ga Siam, với cụm cửa hàng sang trọng ở trung tâm thương mại Siam Square và Siam Paragon.